# Victor Salvi
Victor Salvi (4 mars 1920 - 10 mai 2015) est un harpiste, luthier et entrepreneur d'origine américaine. Salvi, qui a été appelé « portier du monde », est d'origine italienne. Né à Chicago, Illinois, il a immigré en Italie plusieurs années dans sa carrière professionnelle. Reconnu pour avoir transformé l'industrie de la harpe, il a commencé sa carrière de musicien et s'est tourné vers la construction de harpes. 
En tant que musicien, Victor Salvi a joué sous certains des chefs d'orchestre les plus connus du XXe siècle, dont Dimitri Mitropoulos, Arturo Toscanini et Bruno Walter. En tant qu'homme d'affaires, Salvi a fusionné les marchés de son Salvi Harps basé en Europe et de la société américaine Lyon & Healy, qu'il a acquise en 1987. En tant qu'ingénieur, Salvi est responsable des plus grandes progressions modernes de l'instrument. Sur le plan philanthropique, il a parrainé de multiples concours, concerts et commandé des compositions de harpe. Salvi a élargi la notoriété de la harpe dans le monde entier, augmentant le profil de l'instrument et élevant son importance musicalement. 

## Jeunesse
Victor Salvi naît dans une famille italienne, il est le plus jeune enfant de Rodolfo Salvi et Apollonia Paoliello. Son père est lui-même un musicien et un facteur d'instruments de Venise, qui a déménagé dans le petit village du sud de Viggiano, en Basilicate, terre de musiciens itinérants qui ont apporté leur musique et leurs traditions partout dans le monde, ainsi que connus pour la construction de harpes. 
Rodolfo épouse en deuxièmes noces Apollonia, la petite-fille de Vincenzo Bellizia, un fabricant de harpe bien connu du royaume des Deux-Siciles. Il quitte Viggiano et amène sa famille aux États-Unis en 1909, et Victor naît à Chicago. Les frères et sœurs de Victor sont Livia, Aida, Giovanni et son demi-frère, Alberto, l'aîné. 
Les Salvis sont une famille de musiciens et Alberto est un harpiste de concert distingué dans les années 1920. La sœur aînée de Victor, Aida, est également musicienne active à Chicago, notamment au Civic Opera. Aida a appris l'instrument d'Alberto puis a transmis ses connaissances à Victor. Victor Salvi fréquente le Marshall High School de Chicago. Pendant son séjour, il remporte un concours national de harpe et une bourse au Interlochen Center for the Arts. 
Salvi s'enrôlé dans l'US Navy pendant la Seconde Guerre mondiale. Il est intronisé en 1942 à la Naval Air Station Glenview, où il est harpiste jusqu'en 1946.

## Carrière

### Début de carrière
Après la guerre, Salvi revient à Chicago et rejoint l'orchestre St. Louis Sinfonietta du chef d'orchestre Paul Schreiber, avec lequel Salvi fait une tournée du pays en soliste de 1948 à 1950. Décrite par Columbia Artist Management comme ayant été fondée dans « ... le but d'apporter de la musique symphonique à un public partout", Sinfonietta est un ensemble distinctement unique », « un orchestre de chambre qui aurait non seulement la délicatesse et le raffinement des instruments à cordes, mais un degré raisonnable de l'altitude tonale étendue, de la variété des couleurs et de la sonorité de l'orchestre symphonique - un ensemble dont l'instrumentation permettrait une présentation tout aussi autoritaire des symphonies classiques. ». Lors d'une tournée avec l'orchestre, Salvi, suivant les traces de son père, s'initie à la réparation de harpes et installe un atelier à Chicago, commençant son travail de mécanicien et d'ingénieur. 
En 1950, Salvi obtient un emploi à New York en jouant dans le Consul de Gian Carlo Menotti, qui se produit à Broadway pendant près d'un an. Il continue à jouer dans l'œuvre suivante de Menotti, The Saint of Bleecker Street, en 1954, également à Broadway. 
Une fois établi à New York, Salvi joue dans le New York Philharmonic, dirigé par Dimitri Mitropoulos, et le NBC Symphony Orchestra sous la direction d'Arturo Toscanini. Il joue sous l'égide de plusieurs autres chefs de renom dont Bruno Walter, Leopold Stokowski et George Szell. Il enregistre Debussy, La Mer avec le NBC Symphony Orchestra en 1950, produit par RCA. 
Comme à Chicago, Salvi ouvre une entreprise d'atelier de harpe à New York. En 1954, il y construit sa première harpe - un petit modèle orchestral. « Jouer de la harpe dans les orchestres vous donne beaucoup de moments de repos, du temps pour réfléchir à la façon dont l'instrument est construit et comment il pourrait être amélioré », déclare Salvi au New York Times dans une interview en 2005. Finalement, Salvi doit choisir entre jouer ou construire des harpes. Il opte pour la seconde option et se rend en Europe où il sait qu'il trouvera des artisans plus abordables et plus qualifiés. 

### Harpes Salvi
En 1955, Salvi s'installe en Italie et crée une entreprise de harpe à Gênes. Il recrute un personnel de douze ébénistes et autres artisans similaires : « ... un atelier a été installé dans une villa du XVe siècle, qui aurait appartenu au célèbre amiral génois Andrea Doria ». Les harpes sont  mises en vente publique la même année. « La finition d'une nouvelle harpe », commente M. Salvi, « ... est toujours un événement, peu importe combien de fois cela s'est produit. Tout le monde se rassemble pour admirer et inspecter la tâche terminée, et nous sommes tous heureux et fiers qu'une autre harpe ait été fabriquée. ». En 1965, l'entreprise acquiert un plus grand espace de travail à Vignole Borbera. En 1969, Salvi ouvre deux emplacements supplémentaires, un magasin de distribution et de réparation à Covent Garden, Londres, nommé Holywell Music ; et une usine à Sainte Croix, en Suisse, appelée Les Arts Mécaniques, pour la mécanique, les cordes et autres améliorations d'instruments, « ... où des artisans formés à la fabrication de montres, de boîtes à musique mécaniques et d'automates reprennent les aspects mécaniques de la construction de la harpe ». Lentement, « ... de plus en plus de harpistes en Europe et aux États-Unis ont pris conscience de la nouvelle harpe Salvi et elle a commencé à faire des apparitions dans des orchestres symphoniques, des écoles et des studios privés. ». En effet, dans les années 1970, l'Orchestre National de l'Opéra de Paris joue avec cinq harpes Salvi. 
En 1974, Salvi déménage l'usine italienne à Piasco, où Salvi Harps est toujours en activité. Salvi choisit Piasco, une partie de la région du Piémont, pour la qualité des artisans locaux. À ce jour, Salvi Harps est le premier fabricant sur le marché européen. Chaque harpe est toujours fabriquée à la main individuellement. L'usine est un point focal de la région, attire de nombreux visiteurs chaque année et s'ouvre régulièrement pour des visites aux écoliers pour en apprendre davantage sur la fabrication de harpe.

### Acquisition de Lyon & Healy
En 1987, Salvi acquiert son principal concurrent, la compagnie de harpe américaine Lyon & Healy (en). Dans une interview avec Jane B. Weidensaul dans l'American Harp Journal, Salvi déclare : 

« J'ai entendu autour de juin 1987 par le téléphone arabe que Lyon & Healy était à nouveau sur le marché et, après de longues délibérations et consultations avec mes conseillers, j'ai fait une offre au nom des Arts Mécaniques, qui, je suis heureux de le dire, a été acceptée. Quant à la motivation, Lyon & Healy a toujours été une entreprise formidable avec ses nombreuses années de fabrication de harpes de qualité. Cependant, je crois que L & H a souffert dans le passé de ces différentes reprises par des entreprises qui ne comprenaient pas bien la harpe et ses problèmes. Salvi Harps bénéficiera grandement du fait que nous serons distribués par Lyon & Healy - une entreprise bien établie et prestigieuse - aux États-Unis. De la même manière, L&H bénéficiera de sa disponibilité dans les points de vente Salvi en Europe. Par conséquent, ce «mariage» entre Salvi et L & H semblait la solution la plus judicieuse puisque les deux sociétés peuvent s'entraider pour former un tout complet et solide »

### Innovations à la technologie des instruments et des harpes
Tout au long de sa carrière, Salvi a consacré son temps à perfectionner le son et la mécanique de la harpe grâce à des technologies innovantes, ouvrant la voie à de profondes avancées pour l'instrument. Alors que la structure de base de la harpe n'a pas changé au cours des derniers milliers d'années, « les artisans et techniciens de Salvi ont passé un demi-siècle à essayer de remédier à ce problème : rendre le son plus fort, plus important, mais toujours concentré ; apporter des modifications au mécanisme de la pédale, pour l'équilibre du cadre. . . Dans le même temps, il y a eu des changements de conception: de nouveaux modèles plus élégants et plus nets avec moins de décoration et beaucoup moins de dorure. ». Son approche de la fabrication de harpe a consisté en des innovations en matière de harpe telles que "... des roulements en nylon, action en acier inoxydable et finition en polyuréthane : et une nouvelle ingénierie a produit une méthode pour renforcer le manche relativement délicat, qui avait tendance à se déformer et / ou à se casser . ". C'est ce qui fait du "manche" une caractéristique unique des harpes Salvi, « ... coûtant environ quatre fois celui d'un manche classique à fabriquer. Chaque col a un noyau interne de nombreuses lamelles imprégnées de résines et compressées à la taille par une presse à deux étages. ». Salvi collabore régulièrement avec des scientifiques pour révolutionner la harpe. Après de nombreuses années de recherche avec des scientifiques de l'Université de St Andrews en Écosse, il développe la harpe électronique, qui est présentée pour la première fois au Third World Harp Congress à Vienne, en Autriche, en 1987. Au cours de la dernière décennie et demie, Salvi se révèle très impliqué dans la conduite d'études sur les sons et les tables d'harmonie. Ses dernières innovations en matière de harpe ont encore amélioré le son de l'instrument, en utilisant les technologies MSC Nastran et SimXpert. « Salvi utilise des simulations numériques et des données expérimentales pour ses conceptions d'évaluation et d'étalonnage. En raison des fortes charges internes observées dans la harpe, les simulations ont conduit à une intégrité structurelle accrue de la conception tout en étant corrélée aux données expérimentales. ».

## Philanthropie
Salvi s'est consacré à la promotion de la harpe et à sa reconnaissance en tant qu'instrument solo. Il a parrainé plusieurs compétitions de harpe, d'abord en Italie puis à l'international, tout au long de sa carrière. Il a promu de jeunes harpistes avec des enregistrements d'Egan Records et a parrainé des concerts. En 2005, il construit une salle de concert au dernier étage de l'usine de Lyon &amp; Healy . 
Salvi a commandé de nombreux travaux pour la harpe et a promu la musique de harpe avec publication, ainsi que la commande d'une sonate pour harpe, violon et violoncelle de Valeri Kikta, intitulée Venetian Trio, publiée par Salvi publications. En 2006, il crée une harpe pour Charles, prince de Galles. L'instrument a depuis été joué par l'harpiste royal officiel à de nombreuses cérémonies, dont le mariage du prince William et de Catherine Middleton en 2011. 
Il a collectionné des harpes antiques du monde entier, qu'il a réunies en l'une des collections les plus importantes au monde. Dans un article de 2006 de The Economist, Salvi a déclaré: « Je n'ai jamais pensé à avoir une collection. J'ai acheté des harpes parce qu'elles étaient si belles. ».

## Vie privée
Salvi a vécu à Chateauneuf-Grasse, en France, de 1987 à 2012, période durant laquelle il a beaucoup voyagé. Il a vécu en Italie dans ses dernières années et est décédé en 2015.

## Prix
- Premier prix à la Mostra del Artigianato, tenue à Florence en 1970.
- Prix de reconnaissance du Congrès mondial de la harpe pour ses services à la communauté internationale de la harpe (1996), le Premio Flamalgal de la ville de San Remo (1997) et la citoyenneté honoraire de la ville de Viggiano (1999)[5].
- Membre honoraire du Royal College of Music, Londres 2004
- Cavaliere deel'Ordine al Merito della Repubblica Italiana, Italie 2014.